# Alemania en los Juegos Olímpicos de Los Ángeles 1932
Alemania estuvo representada en los Juegos Olímpicos de Los Ángeles 1932 por un total de 144 deportistas que compitieron en 15 deportes.  
El portador de la bandera en la ceremonia de apertura fue el luchador Georg Gehring.

## Medallistas
El equipo olímpico alemán obtuvo las siguientes medallas:
| Nombre                                                                  | Deporte            | Competición                    |
| ----------------------------------------------------------------------- | ------------------ | ------------------------------ |
| Oro                                                                     |                    |                                |
| Rudolf Ismayr                                                           | Halterofilia       | 75 kg M                        |
| Jakob Brendel                                                           | Lucha grecorromana | 56 kg M                        |
| Hans Eller Horst Hoeck Walter Meyer Carlheinz Neumann Joachim Spremberg | Remo               | Cuatro con timonel (M4+) M     |
| Plata                                                                   |                    |                                |
| Erich Borchmeyer Friedrich Hendrix Arthur Jonath Helmut Körnig          | Atletismo          | 4 × 100 m M                    |
| Ellen Braumüller                                                        | Atletismo          | Jabalina F                     |
| Hans Ziglarski                                                          | Boxeo              | Gallo (53,5 kg) M              |
| Josef Schleinkofer                                                      | Boxeo              | Pluma (57,2 kg) M              |
| Erich Campe                                                             | Boxeo              | Wélter (66,7 kg) M             |
| Hans Wölpert                                                            | Halterofilia       | 60 kg M                        |
| Wolfgang Ehrl                                                           | Lucha grecorromana | 61 kg M                        |
| Jean Földeák                                                            | Lucha grecorromana | 79 kg M                        |
| Herbert Buhtz Gerhard Boetzelen                                         | Remo               | Doble scull (M2x) M            |
| Karl Aletter Walter Flinsch Ernst Gaber Hans Maier                      | Remo               | Cuatro sin timonel (M4-) M     |
| Heinrich Hax                                                            | Tiro               | Pistola rápida de fuego 25 m M |
| Equipo                                                                  | Waterpolo          | Torneo M                       |
| Bronce                                                                  |                    |                                |
| Arthur Jonath                                                           | Atletismo          | 100 m M                        |
| Wolrad Eberle                                                           | Atletismo          | Decatlón M                     |
| Tilly Fleischer                                                         | Atletismo          | Jabalina F                     |
| Josef Straßberger                                                       | Halterofilia       | +82,5 kg M                     |
| Eduard Sperling                                                         | Lucha grecorromana | 66 kg M                        |